# Hibiscus ferrugineus
Hibiscus ferrugineus är en malvaväxtart som beskrevs av Antonio José Cavanilles. Hibiscus ferrugineus ingår i Hibiskussläktet som ingår i familjen malvaväxter. Inga underarter finns listade i Catalogue of Life.